# Dictamnus albus
Il dittamo (Dictamnus albus L., 1753) è una pianta perenne spontanea e aromatica appartenente alla famiglia delle Rutaceae.
Viene anche chiamato frassinella perché la forma delle sue foglie ricorda da vicino quella del frassino. In alternativa è parimenti usato il nome di limonella poiché le sue foglie, se sfregate, emanano un intenso profumo del tutto simile a quello del limone.
Il nome generico deriva da "Dikti" (nome di un monte dell'isola di Creta), e da "thamnos" (arbusto).

## Descrizione

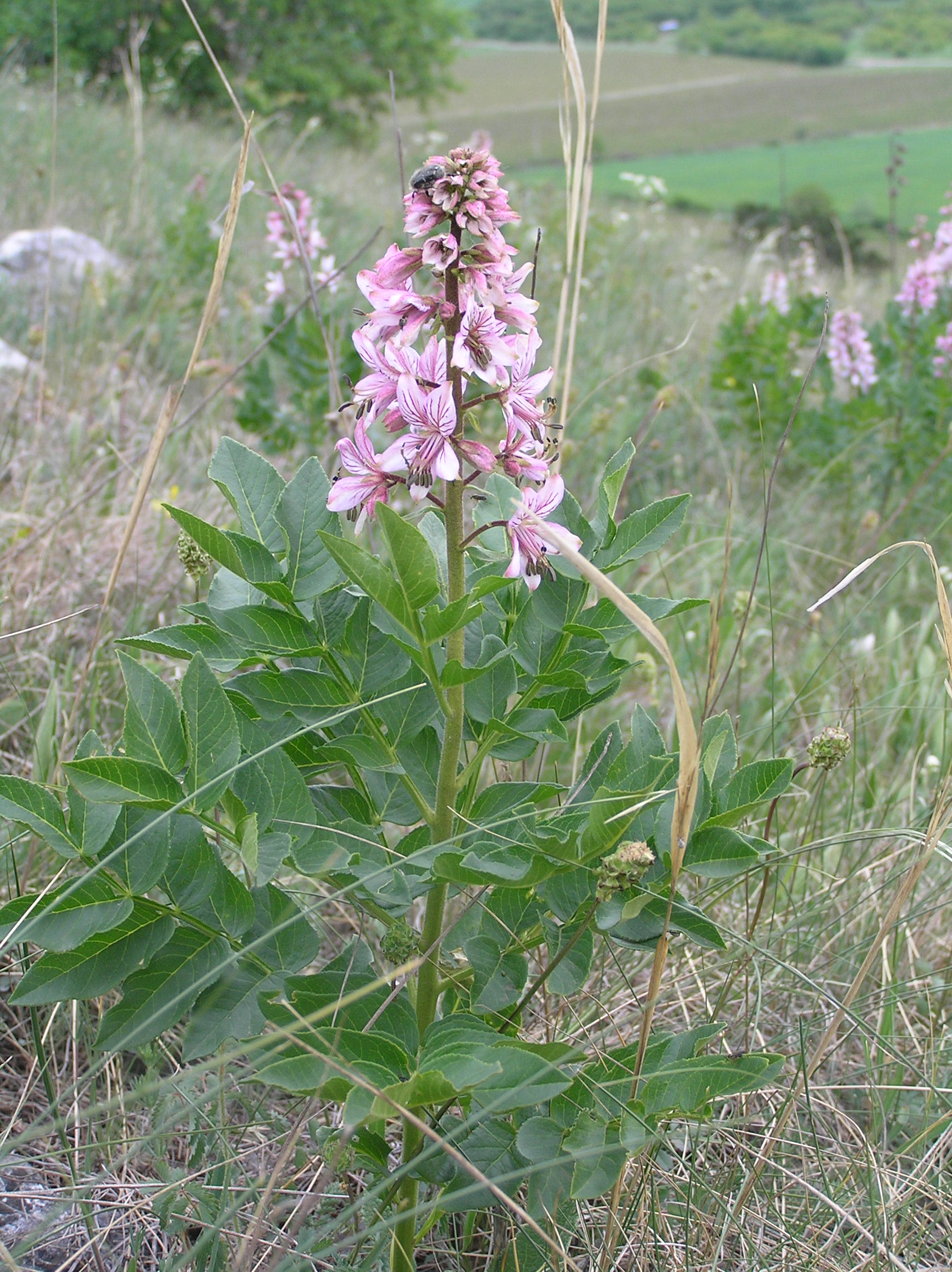
Pianta di dittamo in fioritura a fine primavera

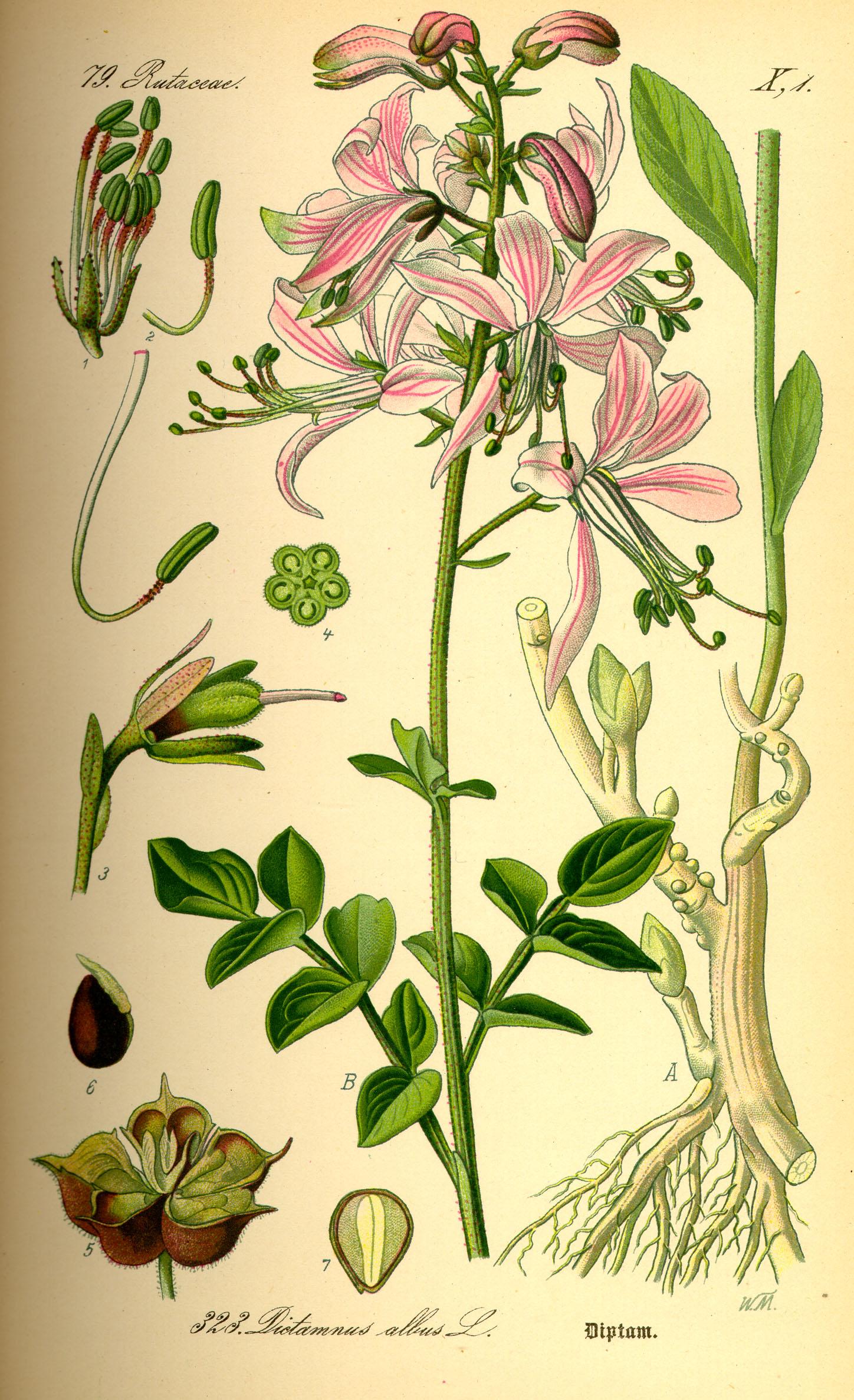
Tavola botanica del dittamo

Si tratta di un piccolo arbusto, latifoglie e caducifoglie, di 30–100 cm di altezza, fortemente aromatica e ricoperta di ghiandole secernenti sostanze irritanti per la pelle.
Il dittamo è una pianta che può causare irritazione cutanea in alcune persone a causa della presenza di peli ghiandolosi neri sulle foglie e sui fusti. Questi peli possono contenere sostanze irritanti che, quando vengono a contatto con la pelle, possono scatenare reazioni allergiche e causare irritazione o ustioni. Si consiglia quindi di evitare di toccare questa pianta se si ha la pelle sensibile o se si sospetta di avere una reazione allergica.
Il dittamo è una pianta con una radice carnosa di colore bianco, fusti eretti che sono generalmente semplici e lignificati alla base, mentre in alto sono muniti di numerosi peli semplici e peli ghiandolosi neri. Le foglie sono spiralate, con quelle superiori che presentano 3-5 paia di grandi segmenti ovali, lunghi tra 2 e 6 cm, di colore verde-scuro, coriacei, e con punti traslucidi e dentellati lungo il margine.  Lo stelo è rigido e spoglio mentre il fiore è posto in sommità. I fiori sono costituiti da 5 petali bianco-rosei venati di porpora, di circa 3 cm di lunghezza, con numerose ghiandole nere. Di questi petali, quattro sono rivolti verso l'alto e uno verso il basso. Il frutto è un coccario ghiandoloso di circa 1 cm, formato da 5 carpelli cuspidati che, a maturità, si dividono a stella.
La fioritura avviene normalmente tra maggio e giugno. I fiori, 4–5 cm di diametro, riuniti in un racemo apicale, hanno quattro petali rivolti verso l'alto ed uno verso il basso.

## Distribuzione e habitat
È una pianta presente in Europa, nelle zone temperate dell'Asia, in Siberia e in Caucaso.
In Italia è una pianta abbastanza rara: la si rinviene nei boschi assolati e aridi, a quota collinare, dove di solito prosperano querce e castagni. Vegeta tra radure e cespugli o ai margini dei sentieri, ed è diffusa negli habitat adatti di tutta la penisola italiana.

## Usi
È molto profumato e produce tanti oli essenziali.
Il dittamo bianco è un'erba officinale ed un'erba medicinale.

## Riferimenti letterari
- Una lirica di Giovanni Pascoli, tratta dalla raccolta Myricae,  allude a proprietà emostatiche attribuitegli dalla medicina popolare.[3]

- Nel libro "Il nome della rosa" di Umberto Eco frate Severino le definisce come piante che: "quando sono in fiore provocano ebbrezza nei giardinieri che le toccano, come se avessero bevuto del vino."
- Viene anche menzionato nel Giornalino di Gian Burrasca quando Gianburrasca, nascosto sotto la finestra in giardino, prepara uno scherzo alla zia Bettina facendole credere in una crescita improvvisa della pianta di dittamo da lei coltivata con tanta dedizione sul bordo esterno della finestra. Per simulare una rapida crescita, Giamburrasca si serve di un bastoncino infilato dal buco del vaso e legato al tronco della pianta. La zia Bettina, particolarmente impressionata dall'evento della rapidissima crescita della pianta, gli attribuisce un significato miracoloso, scorgendovi una manifestazione dello spirito del defunto e adorato Ferdinando, che le aveva regalato il dittamo alla sua festa.[4]
- Nella saga di Harry Potter, l'essenza di dittamo, guarisce istantaneamente le bruciature e cicatrizza rapidamente tagli e abrasioni. Tre gocce su una ferita aperta sono in grado di fermare l'emorragia e creare uno strato sottile di pelle nuova.
- Eneide, Libro XII

del figlio, colse sull'Ida cretese il dittamo,
stelo dalle rigogliose foglie e chiamato da fiori
purpurei;[....] e tutto il sangue
stagnò nella profonda ferita.»
([vv. 411-414 421-422])
- Orlando Furioso

veduta un'erba in una piaggia amena;
fosse dittamo, o fosse panacea
..."»
(Canto XIX, Strofa XXII)
- Il dittamo è citato da Baudelaire nella raccolta les fleurs du mal al verso 5 del sonetto Portrait, incluso nella raccolta di 4 sonetti un Fantôme.

..."»
(les Fleurs du mal, spleen et idéalXXXVIII, IV, verso 5)